# Coelogyne schultesii
Coelogyne schultesii är en orkidéart som beskrevs av Sudhanshu Kumar Jain och Sitanath Das.
Coelogyne schultesii ingår i släktet Coelogyne och familjen orkidéer. Inga underarter finns listade i Catalogue of Life.